# Musica dell'antico Egitto
La musica dell'antico Egitto ha origini molto remote, tanto da rendere gli Egizi tra le prime civiltà di cui si hanno testimonianze musicali. Il ruolo della musica, chiamata hy (gioia), era di grande importanza essendo ritenuta di origine divina, infatti essa era legata a Hathor considerata dea della gioia, della danza e della musica. La dea Meret era reputata la personificazione della musica e con la sua gestualità, quasi da direttore d'orchestra, governava l'ordine cosmico e il flusso della musica.
Le numerose raffigurazioni a noi giunte che rappresentano musicisti, cantanti e danzatori, testimoniano come la musica assumesse un ruolo di grande rilevanza nella società egizia; inoltre una notevole tradizione letteraria e ritrovamenti di svariati strumenti ne sono una conferma.

## Storia
Già nell'Egitto preistorico musica e canto erano presenti in rituali legati alla magia e alla religione; successivamente, nel periodo predinastico, la musica e la danza avevano soprattutto funzione propiziatoria in riti di fecondazione e di iniziazione. Vennero introdotti i primi strumenti musicali, quali bacchette, sonagli, batacchi, utilizzati in rituali totemici. 
Nell'Antico Regno si creò l'usanza di una formazione strumentale composita, comprendente vari flauti, arpe arcuate, con un'ampia cassa armonica e strumenti ad ancia semplice, antenati del clarinetto. Si trovano poi i crotali, il sistro, legato ad Hathor, la tromba, utilizzata in guerra e durante i cortei funebri, per questo motivo sacra a Osiride, i tamburi, il liuto e il flauto, sacro ad Amon.
Durante il Medio Regno si introdussero il tamburo, la lira e alla danza rituale si aggiunse quella professionale che aveva lo scopo di intrattenere lo spettatore. Il tipico strumento egizio, il sistro, vide in quest'epoca un allargamento del suo utilizzo. Strumenti più sofisticati dovettero attendere più a lungo. I primi ad apparire dopo le percussioni furono gli strumenti a fiato (flauto, corno) e a corde (lira e arpa), di cui esistono testimonianze greche, egizie e mesopotamiche anteriori al X secolo a.C.; queste civiltà conoscevano già i principali intervalli fra i suoni (quinte, quarte, ottave), che erano usate come base per alcuni sistemi di scale. 
La musica era utilizzata in numerose situazioni e praticata a tutti i livelli della società egizia. Durante le cerimonie religiose essa aveva un ruolo di rilievo; danzatrici, cantanti e musiciste di professione, ruoli spesso soltanto femminili, ebbero funzioni speciali in ogni periodo della storia egiziana. Tra il clero legato a Amon erano presenti suonatrici di rango sacerdotale.
Nell'antico Egitto non si celebravano feste o banchetti senza la partecipazione attiva di musicisti e cantanti, ruoli sovente riuniti nella stessa persona. Anche nelle case di piacere veniva eseguita musica con interpreti spesso straniere, nubiane o siriane, e venivano anche eseguite danze accompagnate da tamburi e tamburelli.

Durante le feste in onore dei morti, occasione in cui la famiglia del defunto si riuniva presso la tomba, si celebravano banchetti con accompagnamento di musiche, canti e danze.
La mancanza di una notazione musicale è stato il problema maggiore affrontato dagli studiosi; purtroppo non è mai stato rintracciato nessuno spartito, quindi si sa molto poco sulle melodie o combinazioni armoniche dell'antichità egizia. Alcuni musicologi hanno però tentato di ricostruire quali tonalità potessero essere state utilizzate studiando gli antichi strumenti, replicati in modo da poter essere suonati. Il musicologo Curt Sachs studiando l'accordatura delle arpe e i rapporti fra le corde corte e lunghe delle stesse, ha rilevato che da questi strumenti gli Egizi ottenessero intervalli di quarta, quinta e suoni all'unisono; essi inoltre utilizzavano una scala pentatonica discendente e probabilmente conoscevano la scala eptatonica, infatti è stato osservato che un oboe conservato al Museo egizio di Torino ha l'estensione di ben due ottave.

## Strumenti musicali

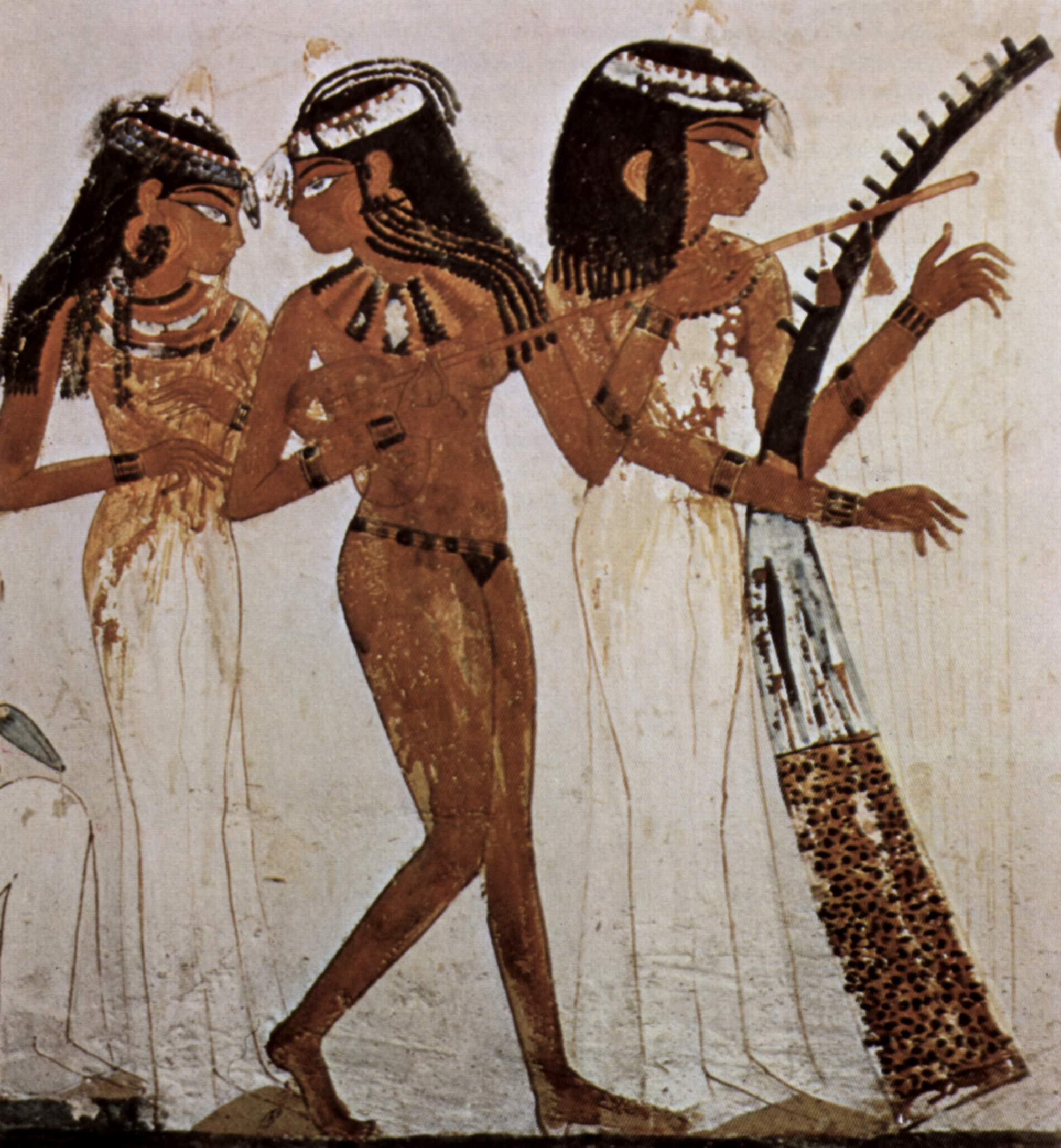
Musici di Amon, Tomba di Nakht, XVIII dinastia, Tebe

### Strumenti a percussione

#### Strumenti idiofoni
Gli strumenti idiofoni sono fra i primi usati dagli antichi egizi. Inizialmente i suoni venivano prodotti da parti del corpo, mani e piedi. Il calpestio con i piedi, ma soprattutto il battito ritmico delle mani e lo schiocco delle dita, divennero un mezzo di espressione molto dinamico; differenze di suono erano prodotte dalle mani in forma concava oppure piatta. Nella tomba di Dhjeutmosi (TT342) è rappresentato un gruppo di tre persone che esegue un accompagnamento ritmico con le mani

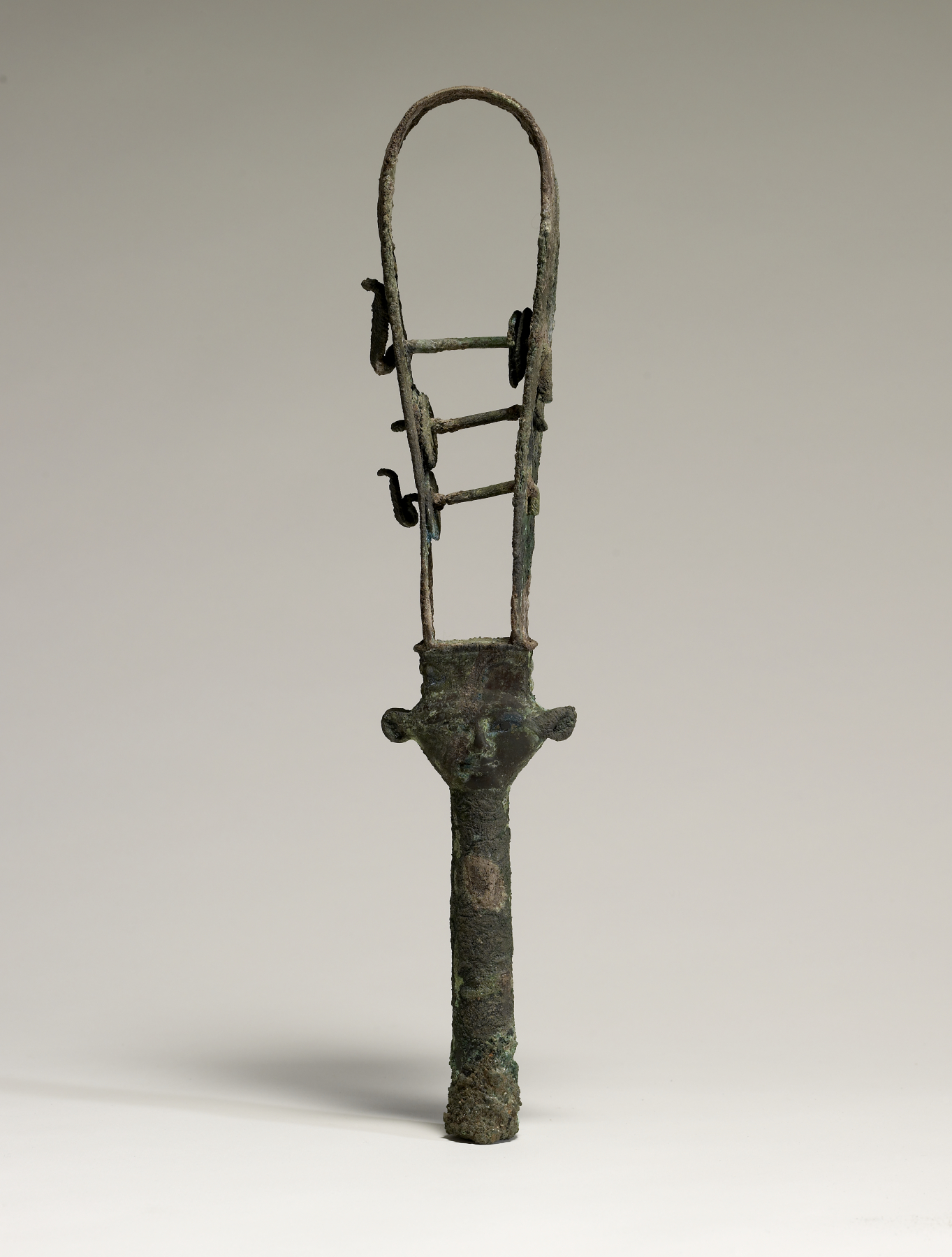
Sistro in bronzo

Le bacchette, solitamente in legno, venivano utilizzate in coppia a scopo percussivo, battute una contro l'altra; vi sono numerose raffigurazioni che mostrano uomini intenti a utilizzarle durante riti di fertilità in agricoltura. Nella Mastaba di Mereruka, ad esempio, due uomini accompagnano ritmicamente con le bacchette la pigiatura dell'uva.
I batacchi, in legno, avorio od osso, altri anche in metallo, avevano forme differenti; alcuni presentavano un manico dritto con all'estremità un ornamento a forma di testa di animale o un fiore, altri erano ricurvi, con due decorazioni alle estremità. I batacchi venivano usati spesso per accompagnare ritmicamente la musica della danza. Il tipo di sonorità era legato al materiale usato: più sorda per il legno, più squillante per il metallo.
Il sistro era uno strumento fondamentale, considerato sacro in quanto legato alla dea Hathor e riservato a chi accedeva ai servizi del tempio. Era a forma arcuata, a ferro di cavallo, provvisto di tre o quattro barre lunghe dai venti ai quaranta centimetri, fornite di dischetti mobili; interamente in metallo, bronzo o ottone, a volte con parti in oro o argento, presentava alla base una testa di Hathor, sostenuta da un corto manico. Il sistro veniva scosso tenendolo soltanto verticalmente in modo che i dischetti si muovessero producendo il suono.
I cimbali erano dei piatti, simili a quelli odierni, ma di circa 14-18 centimetri di diametro, generalmente in ottone.
Le campane, solitamente in bronzo, avevano forme diverse, a volte simili al calice di un fiore. Il suono aveva una gamma notevolmente ampia, in relazione al peso e alla grandezza. Il loro uso era legato a molte situazioni, dall'ambito religioso, suonate dai sacerdoti del tempio, alle feste in onore di Osiride, alla protezione delle case, come amuleti, poste sulla porta.
Lo strumento che noi oggi chiamiamo nacchere o castagnette era costituito da coppie di piccoli piatti che si suonavano tenendoli con i polpastrelli tra pollice e medio. In legno, osso, avorio o metallo, talvolta avevano forma di piccoli stivali incavati, altri erano simili a valve di conchiglia, tenute insieme da lacci e ricordano le odierne nacchere spagnole. Sono stati trovati numerosi esemplari nelle tombe ed erano utilizzate sia in cerimonie religiose sia durante feste o danze.

#### Strumenti membranofoni
Tamburo. Nell'antico Egitto si utilizzavano numerose varietà di tamburi, suonati sia con le mani sia con bastoni o bacchette. Era usato in molte occasioni, ma principalmente in ambito militare. Il tamburo cilindrico era in legno o di metallo ed era provvisto di pelle da un lato; si suonava con due bacchette e si teneva fermo usando delle cinghie. Un esemplare in ottime condizioni è stato trovato in una tomba del complesso funerario di Beni Hasan risalente al Medio Regno ora conservato al Museo del Cairo. Esistevano anche altre tipologie di tamburi più piccoli, simili a barilotti, con le due estremità chiuse da pergamena; erano abitualmente suonati con le dita o con le nocche. Il piccolo tamburo detto "tabla" era in terracotta, a forma di calice e misurava circa 50-60 centimetri in altezza; era associato alla figura di Bes. Altri erano in legno intarsiato con materiali pregiati e chiusi con pelle di pesce o di capra.
Il tamburello appare in Egitto nel Nuovo Regno come strumento tipicamente femminile; usato in svariate occasioni, era uno strumento più piccolo, dai 20 ai 30 centimetri di diametro e di poco spessore, provvisto di pelle sulla parte superiore; veniva suonato con la mano destra e tenuto con la sinistra.

### Strumenti a fiato

#### Flauto
Esistevano diverse tipologie di flauto, i più comuni erano il flauto "nay", il flauto traverso e il flauto di Pan.
Il flauto nay era ricavato da canne che crescevano sulle rive del Nilo ed era provvisto di un foro inferiore aperto. La tecnica era simile a quella odierna, si suonava soffiando nella canna e si chiudevano i fori, sei anteriori e uno posteriore, traendone diversi toni. Nel corso dei secoli il nay è mutato molto poco ed è ancora oggi usato in Egitto; spesso è denominato "nay dei Dervisci" poiché suonato spesso da questa confraternita mistica. I flauti nay erano solitamente di sette misure differenti, dai 37 ai 68 centimetri di lunghezza.
Il flauto traverso è stato rappresentato in numerose raffigurazioni pittoriche fin dalla IV dinastia. Era costituito da una canna e veniva tenuto orizzontalmente, soffiando dal foro posto lateralmente; alcuni esemplari in bronzo sono stati trovati presso il sito di Meroe nel sud dell'Egitto.
Il flauto di Pan (siringa) era composto da sette canne graduate chiuse all'estremità inferiore e livellate nella parte superiore; potevano essere a forma di zattera se poste una di fianco all'altra, o di fascio se assemblate. Uno di questi in buone condizioni è stato trovato nel tempio di Sobek ad al-Fayyum.

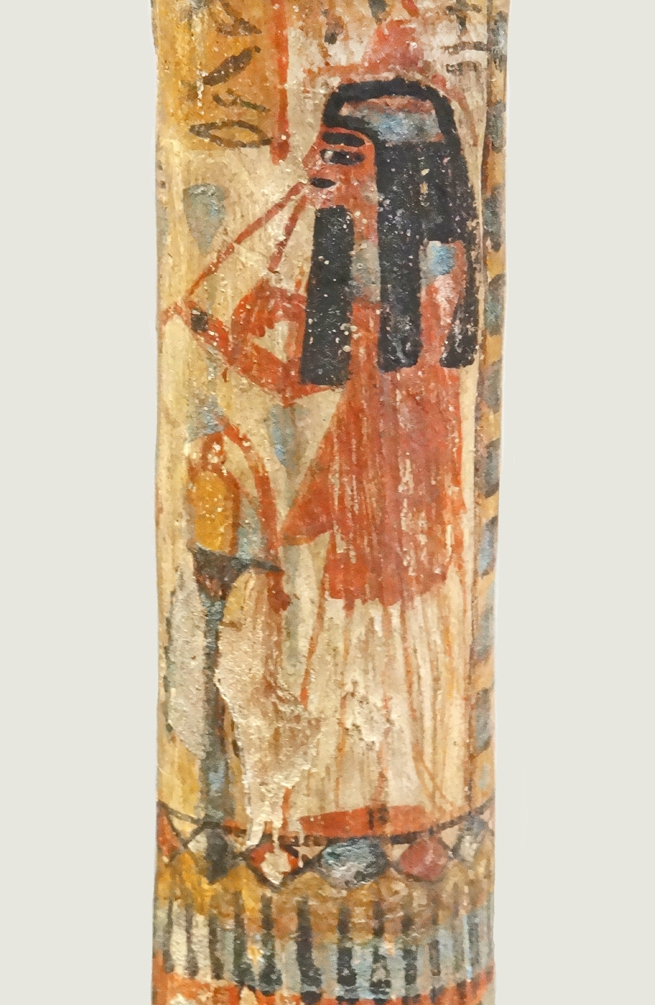
Suonatrice di oboe. Museo del Louvre

#### Strumenti ad ancia semplice e doppia
Un tipo particolare di flauto, provvisto di una singola lamina (ancia) all'imboccatura si può ritenere un antenato del clarinetto. Diversi esemplari sono oggi conservati al British Museum e nel Museo delle antichità di Leida. Un altro strumento costituito da due canne appaiate di uguale lunghezza e provviste di ancia può essere considerato un doppio clarinetto. Un esemplare è presente nelle raffigurazioni della tomba di Nencheftka a Saqqara, della V dinastia, ora visibile al Museo del Cairo.
Lo strumento costituito da due canne di uguale lunghezza, ma divergenti, e provviste di doppia ancia si può assimilare a un moderno oboe. Sono stati trovati diversi esemplari di questo tipo, di svariate lunghezze, conservati in custodie a forma di faretra; un esemplare, risalente al Nuovo Regno, fu rinvenuto nei pressi di Luxor nella necropoli di Tebe (TT37), ora al Museo del Cairo. Questo strumento, rimasto pressoché invariato nel tempo, è chiamato "zummarach" ed è usato ancora oggi nella musica popolare egiziana.

#### Tromba
Gli egizi utilizzavano una grande varietà di questo strumento; le trombe in genere erano di ottone o di bronzo con svasature all'estremità, erano dritte, lunghe 60-90 centimetri e spesso venivano suonate in coppia. Non era uno strumento prettamente militare poiché il suo utilizzo era anche destinato a cerimonie funebri come segno di "rinascita"; le trombe venivano suonate anche all'alba e al tramonto come segnale e in molte celebrazioni del tempio. Raffigurazioni sono state trovate nella tomba di Kagemni a Saqqara. Le trombe più celebri dell'antico Egitto sono le quelle rinvenute nella tomba di Tutankhamon, una d'argento di 57,10 centimetri di lunghezza e una probabilmente d'oro (o forse di rame dorato) di 49,50 centimetri, provviste di regolare svasatura terminale decorata con fiori di loto.

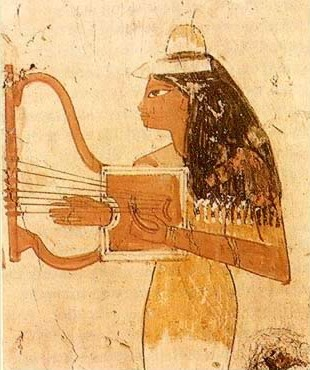
Lira asimmetrica

### Strumenti a corda

#### Lira
Nell'antico Egitto questo strumento, generalmente in legno, aveva due forme diverse; una asimmetrica era costituita da due braccia di lunghezza differente divergenti con una parte trasversa che le univa; l'altra, simmetrica, era rettangolare con due braccia poste parallelamente e con una parte trasversale il linea a formare un angolo retto. La cassa di risonanza della lira era quadrangolare. Le corde potevano essere di numero variabile, cinque, sette, dieci fino a diciotto e l'altezza dello strumento variava da 26 a 73 centimetri. Il suonatore teneva la lira obliquamente fra il fianco e il gomito se di dimensioni contenute, mentre quelle più grandi erano poste verticalmente; venivano pizzicate con le dita o con un plettro di legno o di osso. Nel museo di Leida è presente una lira, in perfetto stato di conservazione, le cui braccia presentano decorazioni a forma di testa di cavallo.

#### Arpa

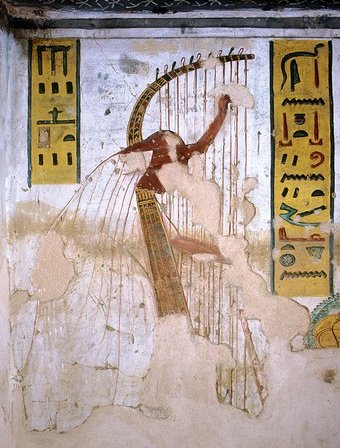
Arpista. Tomba di Ramses III

L'arpa era uno strumento tenuto in grande considerazione, veniva infatti spesso raffigurato posto tra le mani di diverse divinità; poteva avere un numero estremamente variabile di corde, da quattro fino a ventidue. Le arpe erano di molte tipologie, ma divise sostanzialmente in due gruppi: portatile, più piccola, e angolare di dimensioni maggiori. La prima aveva la parte arcuata poco profonda, veniva appoggiata alla spalla e suonata con una specie di archetto. L'arpa di dimensioni più piccole era detta "bainit"
| G29 | W10 | M17 | M17 | W24 · t · M3 |

ba i nu t in lingua egizia; poteva avere la forma di un mestolo o presentare una cassa armonica a forma di nave.
L'arpa più grande aveva molte varianti per forma e dimensione; il tipo più comune, detto "djadjat", risale al Medio Regno e ha le corde in posizione verticale; l'arpista, seduto su uno sgabello, suonava pizzicando le corde con entrambe le mani.

Da ricordare le due arpe a tredici corde ritrovate nella tomba di Ramses III (KV11) a Luxor, dove sono anche state rinvenute le raffigurazioni di due arpisti che suonano due strumenti di grandi dimensioni a forma di arco; per questo motivo questa sepoltura è nota anche come "Tomba degli arpisti".

#### Altri strumenti a corda
Diversi altri strumenti a corda erano presenti nell'Antico Egitto, si differenziavano principalmente per la cassa armonica che poteva avere forma rotonda o ovale, e per il manico più o meno lungo.

Liuto. Un particolare strumento assimilabile al liuto aveva un corto manico con una tastiera e una cassa armonica convessa a forma di pera; le corde potevano essere da due a sei. Diversi esemplari sono conservati al Museo di Berlino
Chitarra. Una variazione del precedente strumento, fornito di un manico più lungo e piatto e dalla cassa di risonanza ovale, può essere considerato l'antenato della moderna chitarra. Un esemplare è stato trovato nei pressi della tomba di Senenmut (TT353); due musicisti raffigurati con strumenti simili a una chitarra sono presenti nella tomba di Rekhmira (TT100) nella Necropoli Tebana.
Rababah. Con questo termine si indicava uno strumento ad arco a due corde con un lungo manico e una cassa armonica tondeggiante a forma di ciotola in legno; sia le corde che l'archetto erano fatti di crini di cavallo. Il suo nome significa "anima gemella" (ba-ba) del Creatore (Ra), Può essere considerato l'antenato del moderno violino.

### Organo idraulico
Inventato ad Alessandria d'Egitto da Ctesibio si diffuse tardivamente dopo il III secolo a.C., funzionava ad aria, ma era costruito sul principio dei vasi comunicanti.

## L'esecuzione musicale
Se per la tipologia strumentale i reperti rinvenuti nei siti archeologici e le numerose raffigurazioni hanno lasciato molte informazioni in merito, per quanto riguarda l'esecuzione della musica e la teoria della stessa si hanno scarse notizie;i musicologi e gli archeologi, esaminando i reperti pittorici e soprattutto ricostruendo gli antichi strumenti, hanno in una qualche maniera consentito di tentare di comprendere quali fossero le linee melodiche e le primitive forme di polifonia presenti nell'Antico Egitto.
Sappiamo dalle raffigurazioni che esisteva un chironomo, ovvero un antenato del direttore d'orchestra, le cui posizioni delle mani o delle dita indicavano ai musicisti se emettere una nota singola oppure sovrapporle come in un accordo. Nelle decorazioni delle tombe sono stati trovati anche svariati segni che corrispondono alla gestualità del chironomo e delle diverse posizioni in cui teneva le braccia e le mani. Non abbiamo notizia se le immagini di diversi musicisti riuniti fossero da considerare una sorta di piccola orchestra che suonava insieme creando una polifonia o se invece i singoli si esibissero succedendosi uno dopo l'altro.
Nelle scene rappresentanti esecuzioni musicali si può notare l'importanza data al ritmo; per tenere il tempo si batteva il piede a terra oppure il chironomo, o un musicista preposto, indicava il ritmo col battito delle mani o con le nacchere. In seguito si fece ricorso ai piccoli tamburi a mano o alla tabla. Nella tomba di Amenemhat (circa 1500 a.C.) nella Necropoli di Tebe, è raffigurata una direttrice che segna il tempo con il battito del tallone destro e con lo schiocco del pollice e dell'indice delle due mani.